# I'm Alive (album de Jackson Browne)
Pour les articles homonymes, voir I'm Alive.
Albums de Jackson Browne
World in Motion
(1989) Looking East
(1996)
I'm Alive (1993) est le 10e album de l'auteur-compositeur-interprète américain de rock Jackson Browne.

## Présentation
Avec cet album, Jackson Browne abandonne les chansons engagées politiquement et parle des hauts et des bas dans les relations sentimentales. 
L'album a été 40e au classement des albums Pop-rock du Billboard en 1993.
I'm alive est aussi une chanson de Céline Dion, 2e extrait de son album A New Day Has Come (2002) et bande originale du film Stuart Little 2.

## Fiche technique

### Liste des chansons
Toutes les chansons sont écrites et composées par Jackson Browne.
| No  | Titre                 | Durée |
| --- | --------------------- | ----- |
| 1.  | I'm Alive             | 5:01  |
| 2.  | My Problem Is You     | 4:40  |
| 3.  | Everywhere I Go       | 4:36  |
| 4.  | I'll Do Anything      | 4:31  |
| 5.  | Miles Away            | 3:52  |
| 6.  | Too Many Angels       | 6:04  |
| 7.  | Take This Rain        | 4:49  |
| 8.  | Two of Me, Two of You | 2:56  |
| 9.  | Sky Blue and Black    | 6:06  |
| 10. | All Good Things       | 4:28  |

### Musiciens
- Jackson Browne - guitare, piano, voix
- Sweet Pea Atkinson - voix
- Sir Harry Bowens - voix
- Ryan Browne - voix
- Mike Campbell - guitare
- Katia Cardinal - voix
- Valerie Carter - voix
- Lenny Castro - percussions
- Luis Conte - percussions
- David Crosby - voix
- Mark Goldenberg - guitare
- William "Bill" Greene - voix
- Doug Haywood - voix
- Don Henley - voix
- James "Hutch" Hutchinson - guitare basse
- Jim Keltner - batterie
- John Leventhal - guitare
- Mauricio-Fritz Lewak - batterie
- David Lindley - bouzouki, guitare, oud
- Kevin McCormick - guitare basse
- Arnold McCuller - voix
- Dean Parks - guitare
- Steven Soles - voix
- Benmont Tench - orgue Hammond
- Scott Thurston - guitare, claviers, voix
- Waddy Wachtel - guitare
- Jennifer Warnes - voix
- Jai Winding - piano